# Memòries d'un cos que crema
Memòries d'un cos que crema (títol original en castellà, Memorias de un cuerpo que arde) és una pel·lícula dramàtica del 2024 escrita i dirigida per Antonella Sudasassi Furnis. La pel·lícula, protagonitzada per Sol Carballo i Paulina Bernini, retrata la història d'Ana, Patricia i Mayela, que, educades en una època repressiva on la sexualitat era tabú, van trobar el significat de la feminitat a través de normes tàcites i imposicions implícites. S'ha subtitulat al català.
Coproducció de Costa Rica i Espanya, la pel·lícula va ser seleccionada a la secció Panorama del 74è Festival Internacional de Cinema de Berlín on es va estrenar mundialment el 19 de febrer de 2024, ai va guanyar el premi Panorama del públic a la millor pel·lícula. Va ser seleccionada com a entrada de Costa Rica per la Millor Pel·lícula Internacional als Premis Oscar de 2024, però no va ser nominada.

## Argument
Dues dones sexagenàries, Ana i Patricia, i una septuagenària, Mayela, van créixer en una època en què la sexualitat no es parlava ni s'expressava amb llibertat, ja que es considerava tabú. Van aprendre a ser dones a partir de les normes silencioses i les demandes ocultes de la seva societat. Ara tenen el coratge de compartir les seves experiències obertament. Les seves històries estan explicades d'una manera poètica: mentre narren les seves vides fora de la pantalla, una altra dona de la seva edat encarna els seus records, secrets i desitjos.

## Repartiment
- Sol Carballo com a Dona
- Paulina Bernini com a Dona Jove
- Juliana Filloy com a noia
- Liliana Biamonte com a mare
- Juan Luis Araya com a marit
- Gabriel Araya com a pare
- Leonardo Perucci com a xicot
- Cecilia García com a àvia

## Producció
El projecte va ser seleccionat al camp de desenvolupament del Festival Internacional de Cinema de Costa Rica, preseleccionat al Fons Hubert Bals, Guió i Desenvolupament de Projectes Bright Future i al Fòrum de Coproducció de Sant Sebastià.
Va ser dirigida per Antonella Sudasassi Furnis, qui també va escriure el guió. És el seu segon llargmetratge . La directora va explicar en les seves notes de direcció que la pel·lícula era una protesta col·lectiva. La valenta narració d'històries íntimes és un recordatori del llarg viatge des de la joventut de les dones fins al segle  XXI. Century lidera i contribueix a la comprensió del present. La pel·lícula celebra el cos femení i la sexualitat en el seu sentit més ampli.
El treball de càmera va estar a càrrec d’Andrés Campos, la banda sonora va ser composta per Valeria Castro i Juano Damiani i Bernat Aragonés es van encarregar del muntatge. El rodatge va començar a Costa Rica a partir de novembre de 2022.Va finalitzar el 18 de desembre de 2022 i la postproducció va tenir lloc a Espanya.

## Estrena
Memòries d'un cos que crema es va estrenar mundialment el 19 de febrer de 2024, com a part del 74è Festival Internacional de Cinema de Berlín, a Panorama. El 31 d'octubre de 2024, es va presentar a la secció 'Women's Empowerment' del 37è Festival Internacional de Cinema de Tòquio.
El gener de 2024, Bendita Film de Tenerife va adquirir els drets de venda internacional de la pel·lícula. Va ser llançat comercialment el 29 d'agost de 2024 , als cinemes costarquenys.

## Recepció
Giorgia Del Don, fent una ressenya de la pel·lícula a la Berlinale per a Cineuropa, va escriure: "El segon llargmetratge d'Antonella Sudasassi Furniss és un crit emancipador que uneix diferents generacions de dones que han estat frenades pels límits establerts pel patriarcat".

### Reconeixements
| Premi                                      | Data                   | Categoria                                        | Receptor                    | Resultats | Ref.        |
| ------------------------------------------ | ---------------------- | ------------------------------------------------ | --------------------------- | --------- | ----------- |
| Festival Internacional de Cinema de Berlín | 25 de febrer de 2024   | Premi del Públic Panorama a la millor pel·lícula | Antonella Sudasassi Furniss | Guanyador | [ 9 ] [ 5 ] |
| Festival de Cinema de Lima                 | 17 d'agost de 2024     | Millor pel·lícula                                | Memories of a Burning Body  | Nominat   | [ 15 ]      |
| Festival Internacional de Cinema de Busan  | 11 d'octubre de 2024   | Premi del públic Flash Forward                   | Memories of a Burning Body  | Guanyador | [ 16 ]      |
| Premis Cinematogràfics José María Forqué   | 14 de desembre de 2024 | Millor pel·lícula llatinoamericana               | Memories of a Burning Body  | Nominat   | [ 17 ]      |